# Alfaro huberi
 Alfaro huberi és un peix de la família dels pecílids i de l'ordre dels ciprinodontiformes.

## Morfologia
Els mascles poden assolir els 5 cm de longitud total i les femelles els 7.

## Distribució geogràfica
Es troba a Centreamèrica: sud de Guatemala, Hondures i Nicaragua.